# Phrygilus patagonicus
Phrygilus patagonicus là một loài chim trong họ Thraupidae.